# Brechhorn
Brechhorn är ett berg i Österrike.   Det ligger i distriktet Kitzbühel och förbundslandet Tyrolen, i den centrala delen av landet, 300 km väster om huvudstaden Wien. Toppen på Brechhorn är 2 032 meter över havet. Brechhorn ingår i Kitzbüheler Alpen.
Terrängen runt Brechhorn är kuperad åt sydost, men åt nordväst är den bergig. Närmaste större samhälle är Westendorf, 8,3 km nordväst om Brechhorn. 
I omgivningarna runt Brechhorn växer i huvudsak blandskog. Runt Brechhorn är det ganska tätbefolkat, med 52 invånare per kvadratkilometer.